# سرابدال
سرابدال هي قرية في مقاطعة خوي، إيران. يقدر عدد سكانها بـ 378 نسمة بحسب إحصاء 2016.